# Leopold Oberländer
Leopold Oberländer (* 4. August 1811 in Königsberg in Franken; † 25. August 1868 in Coburg) war ein deutscher Jurist und Politiker. Er war Bürgermeister von Coburg (1846–1865) und Abgeordneter des. 5. (1844–1848) und 7. (1850–1852) Landtags von Sachsen Coburg.

## Leben
Als Sohn eines Rats und Amtmanns geboren, besuchte er ab 1827 das Gymnasium Casimirianum in Coburg und studierte von 1832 bis 1834 Rechtswissenschaften in Jena. Dort wurde er 1832 Mitglied der Jenaischen Burschenschaft/Arminia. Nach seinem Studium trat er 1838 in den Dienst der Stadt Coburg, deren Bürgermeister er 1846 wurde und für die er Abgeordneter des. 5. und 7. Landtags von Sachsen Coburg war.

## Ehrungen
- 1865: Geheimer Regierungsrat
- Verdienstkreuz Sachsen-Coburg-Gotha
- Ritterkreuz des belgischen Leopold-Ordens